# مقتل نايل مرزوق
مقتل نايل مرزوق، هي حادثة قتل لشاب فرنسي من أصول جزائرية يُدعى نايل مرزوق (17 عامًا)، والذي قُتل على يد شرطي أطلق النار عليه من مسافة قريبة خلال عملية تدقيق مروري في 27 يونيو 2023، بالقرب من ساحة نيلسون في مدينة نانتير، الواقعة في إقليم أعالي السين. كان نايل يقود سيارة لتوصيل طلبات البيتزا، وحسب بيان المدعي العام، فإن الشاب كان يقود السيارة بسرعة كبيرة في ممر الحافلات، ورفض التوقف عند الإشارة الضوئية الحمراء.
أثرت مقتل نايل بشكل كبير، مما أدى إلى اندلاع احتجاجات كبيرة تحوّلت بعض منها إلى أعمال شغب في عدة مدن فرنسية. شهدت التظاهرات استهدافًا لمؤسسات الدولة، حيث تم إحراق العديد من المباني الحكومية ومراكز الشرطة، بالإضافة إلى سيارات الأمن. وخلال هذه المظاهرات، اعتُقل أكثر من 667 شخصًا. كما رفعت السلطات الفرنسية من درجة التأهب في العديد من المناطق، حيث نشرت وحدات خاصة وعناصر من الجيش مع مدرعات لتعزيز الأمن.

## الأطراف

### نايل مرزوق

صورة نايل مرزوق

نايل مرزوق هو شاب من أصل جزائري، وُلد في منطقة نانتير عام 2006 (17 عامًا). كان يعمل سائقًا لتوصيل طلبات البيتزا ويُمارس رياضة الرغبي. يُعتبر نايل الطفل الوحيد لوالدته، مونيا.
في فبراير 2022، وُجهت له اتهامات باستخدام لوحات ترخيص مزورة وحيازة مسروقات والقيادة بدون تأمين. كما واجه في يناير ومارس 2023 اتهامات جديدة تتعلق باستهلاك وبيع المخدرات. ورغم هذه الاتهامات، ظل سجله الجنائي نظيفًا من أي إدانة.
أشار محاميه إلى أن نايل كان محبوبًا في الحي الذي يعيش فيه مع والدته، وأكد مدربه في رياضة الرغبي أنه لم يكن يُمارس تجارة المخدرات أو السرقات، كما كان يفعل بعض أقرانه من المنطقة. وكان وحيد والدته التي انفصلت عن زوجها منذ صغره.

### الشرطي فلوريان
الشرطي الفرنسي "فلوريان. م" وُلد عام 1985 (38 عامًا)، ويعمل ضمن خدمات مديرية النظام العام والمرور الفرنسية "دوبك". وهو راكب دراجة نارية وقد خدم سابقًا في فوج المشاة 35 في بلفور، حيث حصل على عدة أوسمة خلال مسيرته المهنية.
تورط الشرطي في مقتل الشاب الجزائري نايل مرزوق، حيث اعترف بأنه وقف أمام سيارة مرسيدس صفراء كان يقودها نايل لمنعها من التقدم، وأشار إلى أن الشاب حاول الفرار مندفعًا نحوه، مما دفعه لاتخاذ قرار إطلاق النار دفاعًا عن النفس. ومع ذلك، كانت تصريحاته متعارضة مع الصور والمقاطع المرئية التي نُشرت على وسائل التواصل الاجتماعي، مما أثار جدلًا واسعًا حول ملابسات الحادث.

## الحادثة

### خلفية الحدث
عُدلت اللوائح الفرنسية عقب هجوم فيري شاتيون في فبراير عام 2017، حيث هاجم عشرون شخصًا سيارة الأمن باستخدام قضبان حديدية وحجارة، ثم ألقوا زجاجات حارقة، مما أدى إلى اندلاع النيران في السيارة وإصابة أربعة عناصر أمن، اثنان منهم بإصابات خطيرة جدًا.
نتيجةً لذلك، أصبح بإمكان عناصر الشرطة "إطلاق النار على مركبة مشبوهة أو على من يحتمل أن يرتكب ركابها هجمات تهدد حياتهم أو سلامتهم الجسدية أو سلامة الآخرين." وشُرط أن يكون عناصر الأمن في حالة دفاع عن النفس لكي يتمكنوا من استخدام أسلحتهم. هذا التعديل، وخاصةً التفسير الفضفاض لكلمة "محتمل" أو "مشتبه فيه"، منح الشرطة صلاحية تقييم الوضع كما يرونه مناسبًا، مما أضاف نوعًا من الضبابية حول التصرف الذي ينبغي على عناصر الأمن اتخاذه في مثل هذه الحالات.

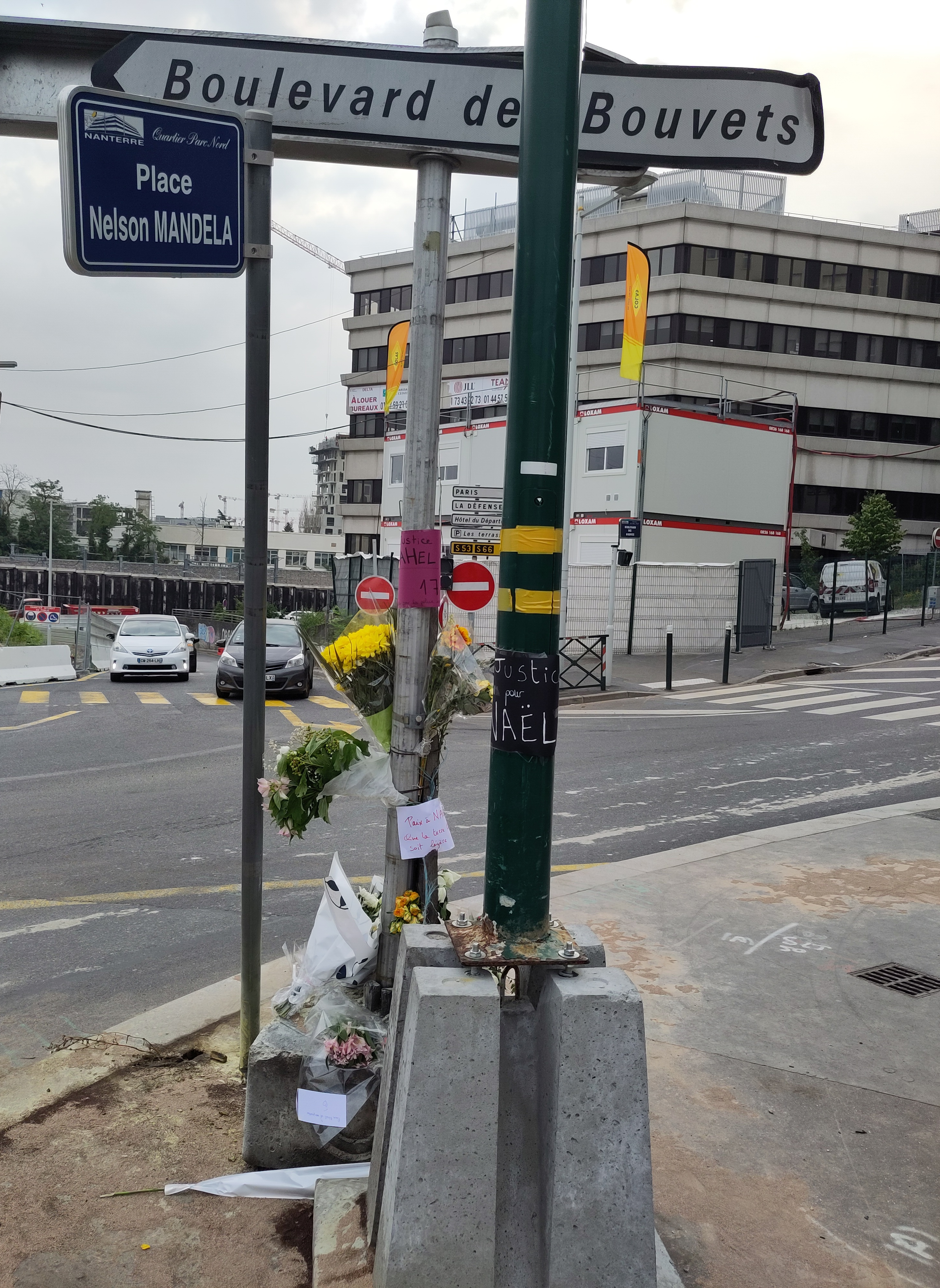
العمود الذي اصطدمت به سيارة الشاب نايل.

### مجريات الحادثة
وفقًا لصحيفة لو فيغارو الفرنسية:
«في 27 يونيو 2023، حوالي الساعة 7:55 صباحًا، في جادة جاك جيرمان سوفلون في نانتير، كانت هناك سيارة صفراء من نوع مرسيدس بنز "A AMG" ذات لوحة بولندية تسير بسرعة كبيرة في ممر الحافلات، يقودها شاب في السابعة عشرة من عمره. تعقب شرطيان دراجان السيارة على الفور، وحاولا إيقافها عبر أجهزة الإنذار الضوئية والمسموعة، لكنهما لم ينجحا في ذلك. وصل الدراجان إلى نافذة السائق عند الإشارة الضوئية، ولكنه رفض الامتثال لأوامرهما. استأنف الشاب تشغيل السيارة مستعجلاً بينما كانت الإشارة حمراء. وقد عُرف مؤخرًا بعدم امتثاله للشرطة، مصحوبًا بشابين آخرين. عبرت السيارة دوار حقوق الإنسان والعديد من الشوارع حتى جادة بيسارو، حيث أطلقت الشرطة مجددًا أجهزة الإنذار، لكن دون جدوى. في الساعة 8:16، أبلغ الشرطيان المسؤولان زملاءهما بالوضع. ارتكبت السيارة أثناء هروبها عدة مخالفات مرورية أخرى، بما في ذلك عبور ممر المشاة، مما عرض حياة أحد المارة وراكب دراجة للخطر. أخيرًا، أُجبرت السيارة على التوقف خلال ازدحام مروري. ترجل الشرطيان من الدراجة وتقدما نحو السيارة، حيث توجه الأول إلى جانبها والثاني إلى الجزء الخلفي منها. أخرجا سلاحي الخدمة لثني السائق عن إعادة تشغيل السيارة.  أكّد المدعي العام في نانتير، باسكال براش، أن الشرطيان طلبا من السائق التوقف مجددًا. ومع ذلك، شغّل نايل السيارة مرة أخرى غير ممتثلٍ لأوامر الشرطة، مما دفع بالشرطي الموجود في الجانب الأيسر لإطلاق النار عليه. واصلت السيارة طريقها لبضعة أمتار متجهة نحو ممر أراغو، لتصطدم في ساحة نيلسون مانديلا في الساعة 08:19.  تقدم الشرطي لتقديم الإسعافات الأولية وطلب التعزيزات، ووصل رجال الإطفاء إلى الموقع في الساعة 08:21. أُعلن عن وفاة الشاب نايل (17 عامًا) في الساعة 09:15 صباحًا، حيث أصيب برصاصة في ذراعه وصدره وتوفي متأثرًا بجراحه.».

## أحداث ملحوظة

### رواية الشرطة المناقضة للفيديو
وفقًا لتصريحات شرطة فرنسا، أطلق أحد الضباط النار بينما كان السائق الشاب يسير بسرعة نحوه. وقد أيدت النقابة العامة لقوات الشرطة الفرنسية هذه الرواية، مشيرةً إلى حق الضباط في الدفاع عن النفس. لكن هذه الفرضية تعرضت للتشكيك بعد نشر مقطع فيديو يظهر أن السيارة لم تكن في وضع يسمح بدهس الشرطي، وأنها لم تكن متجهة نحوهما أو نحو أحدهما.
وبحسب صحيفة لوموند، فإن «الفيديو الذي يمتد لدقيقتين و52 ثانية، والذي انتشر على نطاق واسع على الشبكات الاجتماعية، قد هدم حرفيًا التصريحات الرسمية التي أصدرتها مصادر الشرطة، والتي رددتها بعض وسائل الإعلام». يُظهر الفيديو أن ضابطَي الشرطة كانا واقفين بجانب سائق المرسيدس، ثم صرخ أحد الضباط بالفرنسية قائلًا: "Tu vas te prendre une balle dans la tête" (بالعربية: سوف تُصاب برصاصةٍ في الرأس)، مصوبًا بندقيته نحو السائق من مسافة قريبة. بالكاد بدأت السيارة في الانطلاق بوتيرة بطيئة حتى أطلق الشرطي النار، مما تسبب في وفاة الشاب على الفور.

### اضطرابات 2005
خشي بعض الفرنسيين، بما في ذلك مسؤولون حكوميون، من أن مستوى العنف الذي أعقب مقتل نايل يمكن أن يتصاعد بشدة، ليصل إلى نفس مستوى اضطرابات عام 2005، عندما عانت البلاد من ثلاثة أسابيع من الاضطرابات المدنية وأعمال الشغب. حدثت تلك الاضطرابات بعد تعرض شابين للصعق بالكهرباء أثناء فرارهم من الشرطة، مما أدى إلى احتجاجات واسعة النطاق.
رأى محللون ومتابعون للشأن السياسي الفرنسي أن هذا القلق من تصاعد دوامة الاحتجاجات والعنف كان سببًا رئيسيًا وراء توجه الرئيس ماكرون والمؤسسة السياسية بسرعة للدفاع عن نايل وعائلته. كان ذلك خوفًا من تكرار ما حصل عام 2005، خاصة أن فترة ماكرون الرئاسية شهدت العديد من الاحتجاجات والاضطرابات الكبيرة، بما في ذلك احتجاجات السترات الصفراء والاحتجاجات المستمرة الناتجة عن محاولات إصلاح نظام التقاعد.

## الاحتجاجات

### بداية المظاهرات (27 يونيو)
اندلعت احتجاجات كبيرة في مدينة نانتير، مسقط رأس الشاب نايل، بعد انتشار خبر مقتله على يد الشرطي الفرنسي. ساهم مقطع الفيديو الذي وثق عملية القتل في تأجيج غضب الشارع الفرنسي، مما أدى إلى اندلاع مظاهرات احتجاجية كبيرة، تحوّل بعضها إلى أعمال شغب.
تركزت الاشتباكات التي رافقت المظاهرات في اليوم الأول في مدينة نانتير، بينما كانت هناك مظاهرات أقل في العاصمة باريس. تمثلت الاحتجاجات في إلقاء المحتجين مقذوفات على الشرطة واستهدافهم بالألعاب النارية، بالإضافة إلى إشعال النيران في السيارات والحافلات وصناديق القمامة، مما أدى إلى قطع الطرقات.
خلال هذا اليوم، أُصيب ما لا يقل عن 20 ضابط شرطة، وتضررت 10 سيارات تتبع قوات الأمن، بينما تم اعتقال 31 شخصًا من صفوف المتظاهرين. ومع اتساع رقعة الاضطرابات وازدياد التوتر، قامت الحكومة الفرنسية بنشر 2000 ضابط إضافي، واستعانت بقوات الدرك للتعامل مع الاحتجاجات.

### تصاعد التوتر (28 يونيو)
انتقلت الاحتجاجات من نانتير إلى مدن أخرى في فرنسا، مثل أميان، ديجون، ليون، ليل، سانت إتيان، كليرمون فيران، وستراسبورغ، بالإضافة إلى مناطق قريبة من العاصمة باريس. أفادت وسائل الإعلام الفرنسية بوقوع العديد من الحوادث في منطقة باريس الكبرى، بما في ذلك استهداف عناصر الشرطة عبر الألعاب النارية، وكذلك استُهدف سجن فريسنس، وهو ثاني أكبر سجن في فرنسا، بالألعاب النارية.
أسفرت الاشتباكات في تولوز عن اندلاع حريق كبير في المدينة، حيث تم اعتقال العشرات، بالإضافة إلى حرق عدد من سيارات الشرطة والمباني، بما في ذلك منشآت حكومية تابعة للجيش والدرك الفرنسي، ومدارس، وقاعات عامة، وشركات.
استمرت الاشتباكات في نانتير، حيث تم حرق سيارات، وتعرضت بعض مراكز الشرطة لهجمات متفرقة. كما وردت أنباء عن وقوع أعمال نهب في بعض المدن الفرنسية. قدّرت مصادر أن هجمات المحتجين استهدفت بشكل عام أكثر من 90 مبنى عامًا، وتم اعتقال ما لا يقل عن 150 شخصًا، وأصيب 170 عنصر أمن، بينما دُمّرت 609 مركبات، وتضرر نحو 100 مبنى إما بشكل كلي أو جزئي.

### الاشتباكات (29 يونيو)
شارك أكثر من 6200 شخص في صباح ذلك اليوم في مسيرة لدعم عائلة نايل مرزوق في نانتير. لكن الأمور ساءت بحلول المساء عندما تصاعدت التوترات بين المحتجين وقوات الأمن، التي حضرت بكثافة لضبط الأمور ومنع خروجها عن السيطرة. توقفت حركة الحافلات والقطارات داخل المدينة لتفادي تعرضها لأعمال تخريب، كما فرضت بعض البلديات حظرًا جزئيًا للتجوال، وخاصة على المراهقين والقصر.
أفادت تقارير محلية عن تجدد الاشتباكات مع الشرطة في مناطق أخرى، حيث حدثت المزيد من عمليات النهب والحرق المتعمد وحرق الإطارات. وتركزت الاضطرابات هذه المرة في باريس ومرسيليا، بالإضافة إلى المدينة التي انطلقت منها شرارة المظاهرات، وهي نانتير.
الملاحظة الملحوظة خلال هذا اليوم كانت امتداد الاحتجاجات وأعمال الشغب إلى خارج فرنسا، حيث شهدت مدينة بروكسل، عاصمة بلجيكا، مظاهرات مماثلة.

### حرائق مارسيليا (30 يونيو)
كانت مرسيليا المدينة الأبرز في يوم الثلاثين من يونيو، حيث شهدت انتفاضة عارمة ضد وحشية الشرطة. استهدف المحتجون أكبر مكتبة عامة في المدينة، وهي مكتبة القصر (بالفرنسية: Bibliothèque l'Alcazar)، حيث أضرموا النيران في بعض جوانبها. رغم محاولة نظام الأمن بالمكتبة منع مثيري الشغب من الدخول، إلا أنهم تمكنوا من اقتحامها جزئيًا بعد تحطيم عدد من نوافذها.
لم تقتصر هجمات المتظاهرين في مرسيليا على مكتبة القصر فحسب، بل طالت أيضًا النصب التذكاري لشهداء الترحيل (بالفرنسية: Mémorial des Martyrs de la Déportation)، الذي يُذكّر بضحايا المحرقة في مدينة فيشي. وفي إطار التصدي لهذه الأحداث، أمر وزير الداخلية جيرالد درمانان جميع خطوط الحافلات بالتوقف في جميع أنحاء البلاد ابتداءً من الساعة 21:00 بالتوقيت المحلي.

## التحقيق
فتحت النيابة العامة في نانتير تحقيقين منفصلين بعد حادثة مقتل الشاب نايل. يتعلق التحقيق الأول بـ«رفض الامتثال» و«محاولة القتل العمد لشخص يمثل السلطة العامة»، بينما يخص التحقيق الثاني «القتل العمد من قِبل شخص يمثل السلطة العامة»، والذي تم تكليف المفتشية العامة للشرطة الوطنية (IGPN) بالتحقيق فيه.
تم احتجاز الشرطي الذي أطلق النار على نايل في البداية، لكن تم تمديد احتجازه حتى 28 يونيو 2023. وصف محامي عائلة نايل الحادث بأنه «إعدام»، مما يعكس مدى قلق العائلة والمجتمع بشأن ظروف وفاته.

## ردود الفعل الدولية
- فرنسا
  - أعلن الرئيس الفرنسي إيمانويل ماكرون أن الحادث «غير مقبول ولا يُغتفر» أثناء تواجده في مدينة مرسيليا الفرنسية، مضيفًا أن الحادث «حرك الأمة بأكملها».[en 1] وأنه «لا يوجد أي شيء يمكن أن يبرر مقتل شاب»، داعيًا القضاء إلى «القيام بواجبه».[17]
  - وقف مجلس النواب الفرنسي دقيقة صمت حدادًا على الحادث.[en 2]
  - صرحت والدة الفتى أن الحادثة لها دوافع عنصرية، معقبة «أنا لا ألوم الشرطة، أنا ألوم شخصًا واحدًا: الشخص الذي قتل ابني.».[18] وأنه «رأى وجها عربيًا، طفلًا صغيرًا، وأراد أن يقتله».[19]
  - ندد لاعب كرة القدم الفرنسي كيليان مبابي بالحادثة ووصفها بأنها «غير مقبولة» وأرسل تعازيه لعائلة نايل.[en 3] وكتب في تغريدة «أتألم لبلدي فرنسا. وضع لا يطاق. كل تعاطفي وأفكاري تذهب إلى عائلة وأقارب نايل، هذا الملاك الصغير الذي رحل مبكرًا جدًا».[17]
  - انتقد لاعب كرة القدم الفرنسي في الدوري الإسباني جول كوندي تغطية الحادث، مشيرًا إلى أن وسائل الإعلام تستغل الحادث «لتشويه الحقيقة» وإيجاد الأعذار لتجريم نايل.[en 3]
  - دعا السياسي اليساري وزعيم حزب فرنسا الأبية السابق، جان لوك ميلونشون، إلى إصلاح الشرطة ردًا على جريمة القتل.[en 4]
  - صرح مايك ماينان، لاعب كرة القدم الفرنسي في ميلان، على تويتر قائلاً: «إن كون نفس الأشخاص مخطئين يؤدي بهم الحال دائمًا إلى الموت».[en 4]
- الجزائر: أصدرت وزارة الخارجية الجزائرية بيانًا عبرت فيه عن «صدمتها» بعد مقتل الفتى «بشكل وحشي ومأساوي».[fr 27][20] وطالبت فرنسا بتولي واجبها في الحماية والأمن للمواطنين الجزائريين على التراب الفرنسي.[fr 28]
- الأمم المتحدة: في 30 يونيو 2023، طلبت الأمم المتحدة من فرنسا معالجة «مشكلات عنصرية متجذرة» في صفوف قوات الأمن، وصرحت رافينا شمداساني الناطقة باسم المفوضية السامية للأمم المتحدة لحقوق الإنسان خلال مؤتمر صحفي في جنيف: «ندعو السلطات على الدوام لضمان أن تحترم الشرطة لدى استخدامها القوة مبادئ المساواة والضرورة والتناسب وعدم التمييز والحذر والمساءلة، لدى تعاملها مع العناصر المسببة للعنف خلال التظاهرات».[21][22][23]
- ألمانيا: عبّرت برلين عن «قلقها»، لكنها أشارت إلى أن السلطات الفرنسية «دانت بوضوح» مقتل نايل.[10][24]
- المملكة المتحدة: دعت بريطانيا مواطنيها إلى توخي الحذر مع استمرار أعمال الشغب في فرنسا.[10][24]

## حالات مماثلة
في 14 يونيو 2023، قُتل الحسين كالارا ذي 19 ربيعًا أثناء تفتيش طريق في أنغوليم، أعادت عائلته والسلطات الغينية جثمانه إلى كوناكري عاصمة غينيا. وأثناء وجودهم هناك طالبوا السلطات الفرنسية بتحقيق العدالة.